# MA-23
La MA-23 est une courte autoroute urbaine en projet de 1,5 km environ qui reliera l'A-7 (Barcelone - Algésiras) à l'aéroport de Malaga au sud-ouest de la ville.
Elle permettra d'accéder directement à celui-ci depuis l'A-7 et permettra de décharger l'unique accès actuel qui arrive à saturation que qui part seulement de la MA-21.

## Tracé
- Elle va se détacher de l'A-7 au niveau de Guadalmar et elle va croiser la MA-21 avant de desservir l'Aéroport de Malaga par le sud et le nouveau terminal en construction.